# مهند النجعي
مهند النجعي لاعب كرة قدم سعودي ، في خط الوسط ، يلعب حاليا مع نادي العين.

## مسيرة اللاعب
مثل نادي أبها ونادي ضمك ونادي الجبلين ونادي العين.

## روابط خارجية
- مهند النجعي على موقع قاعدة بيانات كرة القدم.إي يو (الإنجليزية)
- مهند النجعي على موقع Soccerway.com (الإنجليزية)